# Pesti Hölgydivatlap

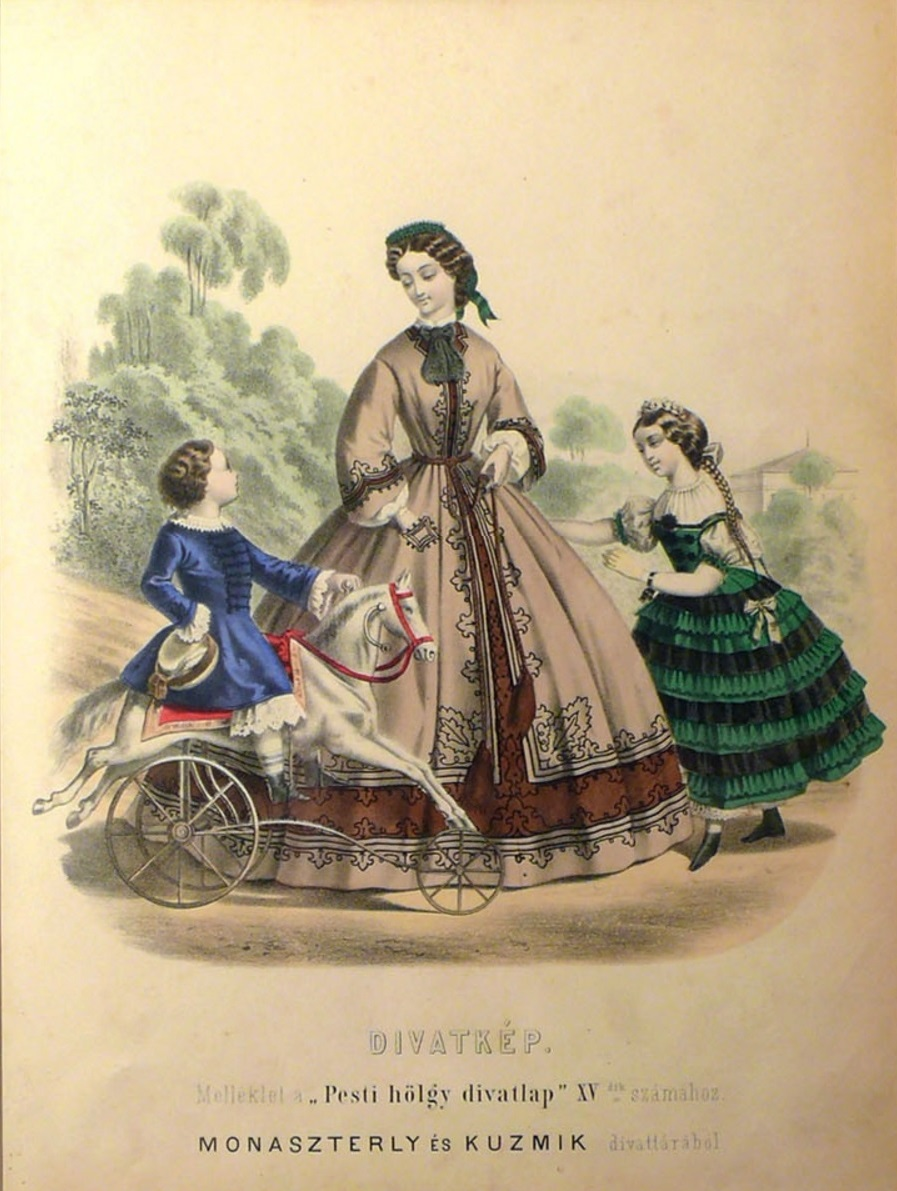
Melléklet a „Pesti hölgy divatlap” 15. számához

A Pesti Hölgydivatlap egy magyar szépirodalmi lap volt 1860 és 1873 között; alcíme szerint: ’’közlöny a szépirodalom, művészet és kiválólag a divat köréből’’.
Király János alapította a lapot 1860. július 1-jén; neve 1860. december 15-ig ’’Magyar Hölgydivatlap’’ volt. Főmunkatársa  Komócsy József volt. Megjelent havonta kétszer, negyedrét másfél íven, színes borítékban, divatképekkel, kivágott minta-mellékletekkel, öltözékek természetes nagyságú rajzaival és számos finom kézimunka-mintával. A lap 1873. szeptember 25-én  szűnt meg. Folytatása a Budapesti Bazár volt.